# Arai Helmet
Arai Helmet (jap. 株式会社 アライヘルメット, Kabushiki-gaisha  Arai Herumetto) ist ein japanischer Hersteller von Helmen sowohl für Motorräder als auch für den Motorrennsport.
Die Firma wurde 1926 von Hirotake Arai gegründet. Er stellte zunächst Hüte her; er selbst war aber auch Motorradfahrer. In den 1950er-Jahren gab es in Japan keine Helmproduzenten, außerdem waren sie nur unter schwierigen wirtschaftlichen Bedingungen zu importieren. In der Firma wurde eine eigene Produktion aufgebaut. Sein Sohn Michio Arai entwickelte ab 1976 Firma und Produkte weiter, um zu einer Spitzenmarke zu werden. Inzwischen steht Akihito Arai an der Spitze der Firma.
Arai gehört heute zu den führenden Ausstattern im Motorradrennsport, im Autorennsport bis hin zur Formel 1. Der Arai GP-6 RC erfüllt die FIA-Bedingungen im Formel-1-Sport.

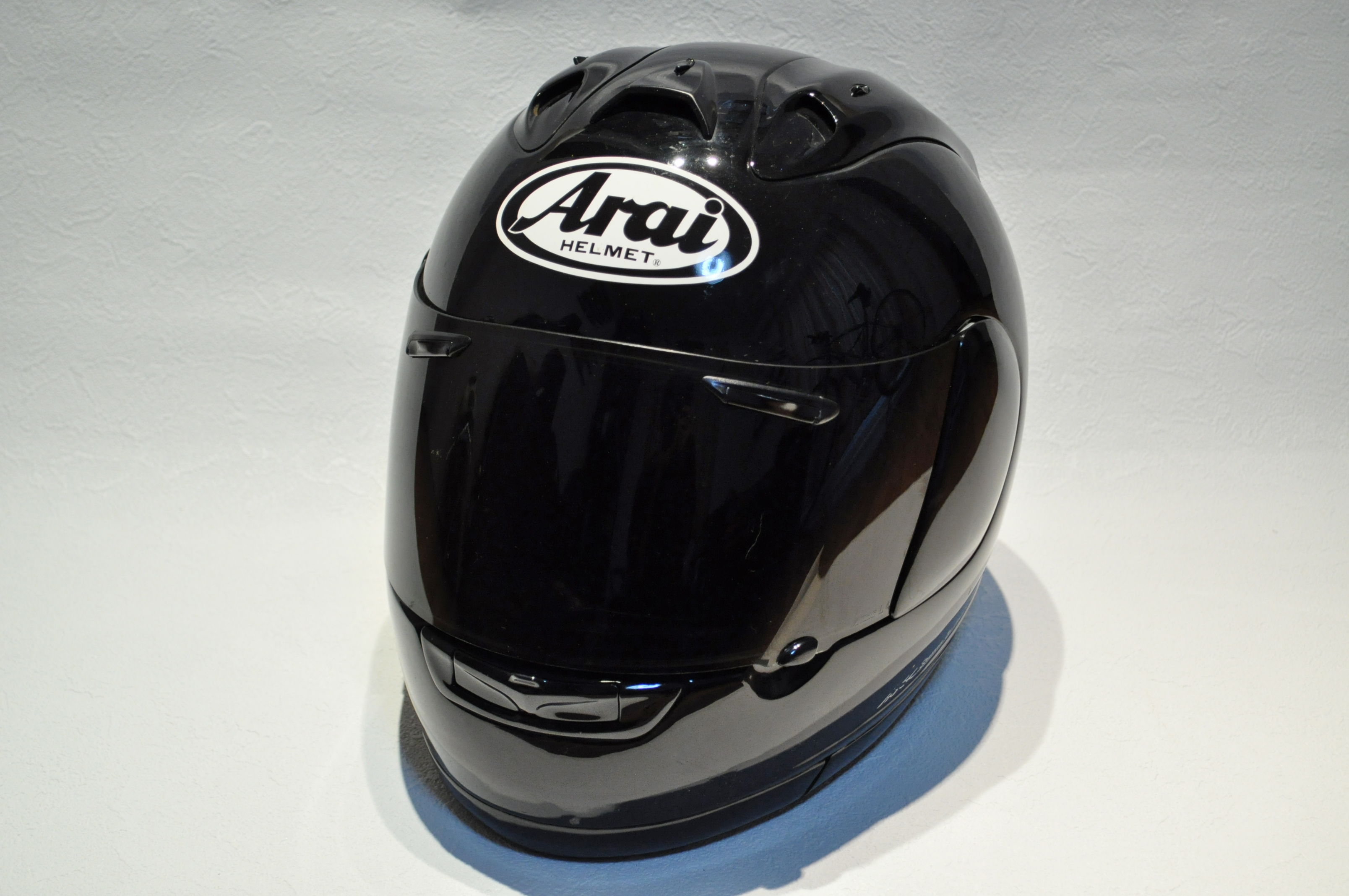
Arai-Helm RX-7RR4
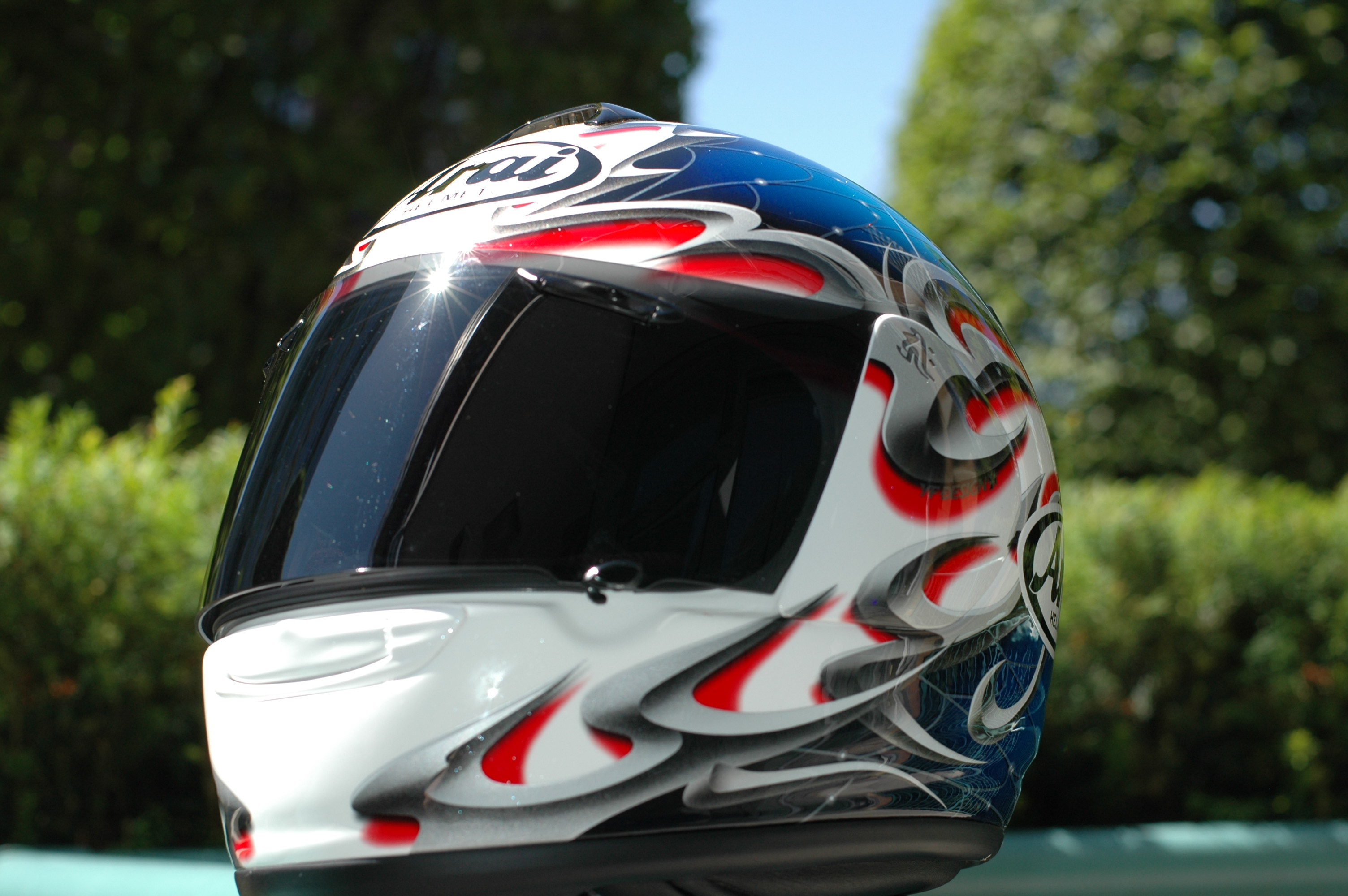
Arai-Helm Vector
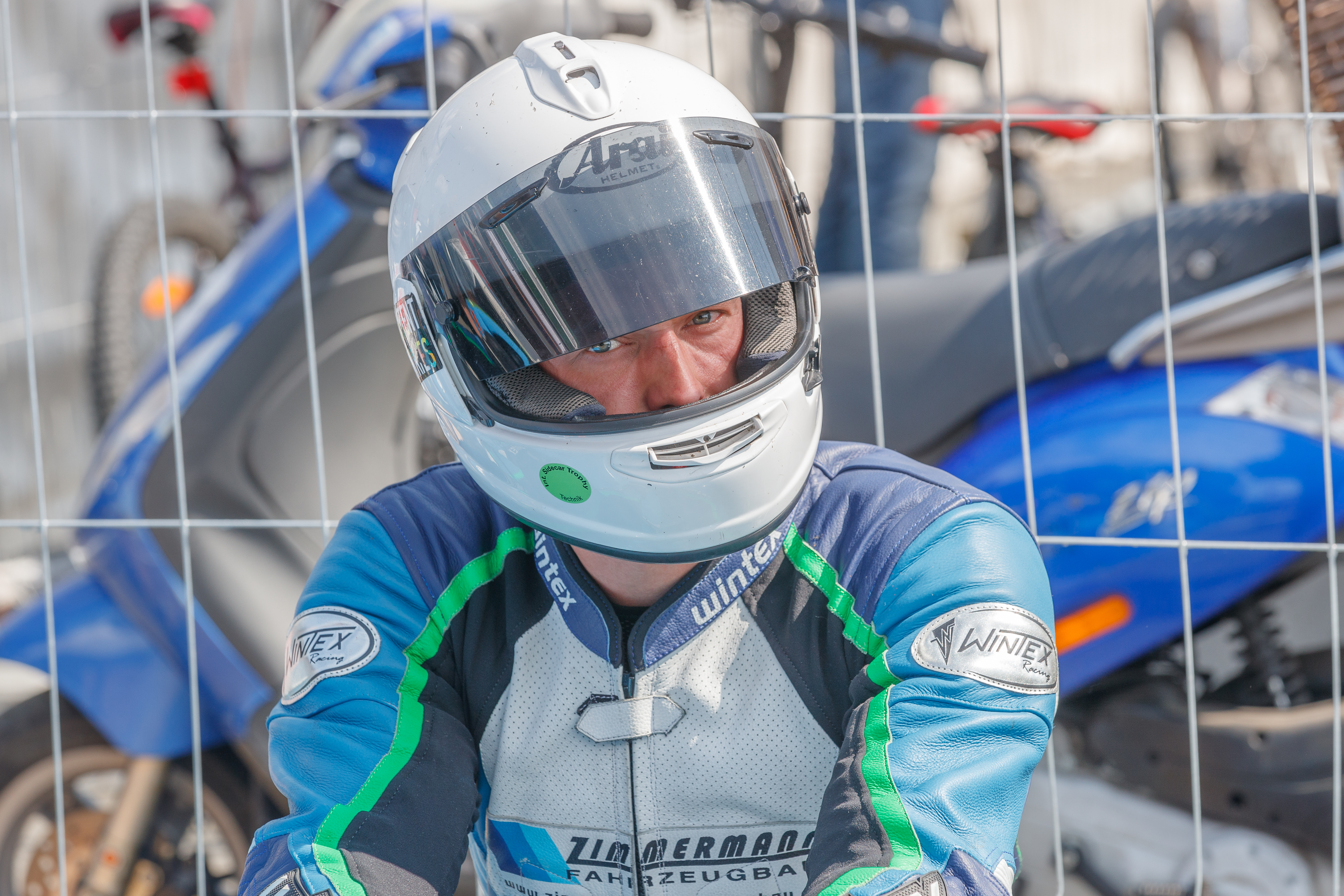
86. Internationales Schleizer Dreieckrennen: Beifahrer Ferry Seegers mit einem Arai-Motorrad-Helm
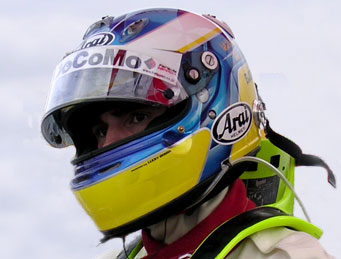
Björn Wirdheim mit einem Arai-Racing-Helm